# Burgruine Ramertshof
Die Burgruine Ramertshof, auch Rammertshof genannt, sind die Ruinenreste einer Spornburg auf einer Höhenzunge über dem südlichen Talrand des Ammerbaches unmittelbar westlich des Rammertshofes bei Amberg in Bayern. Das Areal ist vom Bayerischen Landesamt für Denkmalpflege (BLfD) als Bodendenkmal (D-3-6536-0126) mit der Beschreibung „mittelalterliche und frühneuzeitliche Wüstung Rammertshof“ ausgewiesen. Ebenso ist sie unter der Aktennummer D-3-61-000-432 als denkmalgeschütztes Baudenkmal der Wüstung Rammertshof verzeichnet.
Gebaut wurde die Burg im 13. Jahrhundert im Auftrag des St. Katharinen-Spital Regensburg, eine im Jahre 1220 gegründete Gemeinschaft zur Versorgung Armer und Kranker Menschen. Geleitet wurde die Burg von der Familie Rameltzhofer. 
Ab 1535 wurde die Burg in den Besitz der Familie Rubenbauer übergeben. Diese mussten die Versorgung der landwirtschaftlichen Außengüter an das St. Katharinen-Spital Regensburg sicherstellen und in Krisen- und Kriegszeiten Söldner und Soldaten an die Stadt Regensburg abstellen. Der Stammbaum der Familie Rubenbauer wird bis heute fortgeführt.
Zwischen 1618 und 1648 wurde die Burg vermutlich im Dreißigjährigen Krieg zerstört. Auf den Resten wird nur noch ein Vierseitenhof errichtet, welcher 1880 durch ein Feuer zerstört wurde. 
Von der im 13. Jahrhundert erbauten Burganlage sind noch Mauerreste des 23 mal 13 Meter großen Palas mit Buckelquadern (1941 durch Oberregierungsrat Anton Dollacker identifiziert) erhalten, sowie Wall- und Grabenreste an der Westseite der Anlage. 

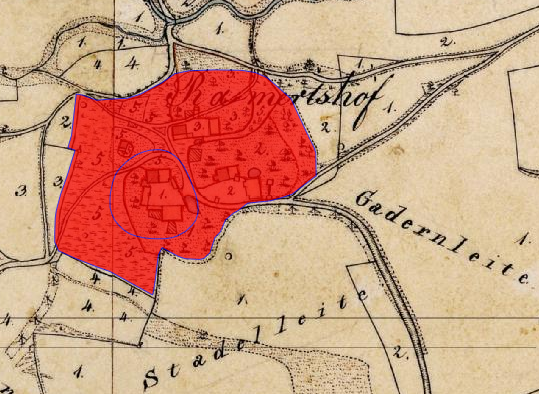
Lageplan von Burgruine Ramertshof auf dem Urkataster von Bayern